# Cyril Andresen
Cyril Romain Andresen (* 23. November 1929 in Frederiksberg; † 12. September 1977 in Gentofte Kommune) war ein dänischer Segler.

## Erfolge
Cyril Andresen, der für den Kongelig Dansk Yachtklub segelte, nahm in der Bootsklasse Drachen an den Olympischen Spielen 1956 in Melbourne teil. Er war neben Christian von Bülow Crewmitglied der von Skipper Ole Berntsen angeführten Tip, die die Silbermedaille gewann. Zwar erzielten sie wie die von Folke Bohlin angeführte Slaghöken II aus Schweden 5723 Punkte, aufgrund der größeren Anzahl gewonnener Wettfahrten wurden die Schweden jedoch Olympiasieger. Den dritten Rang belegte das von Graham Mann angeführte britische Boot.